# Polyfenol

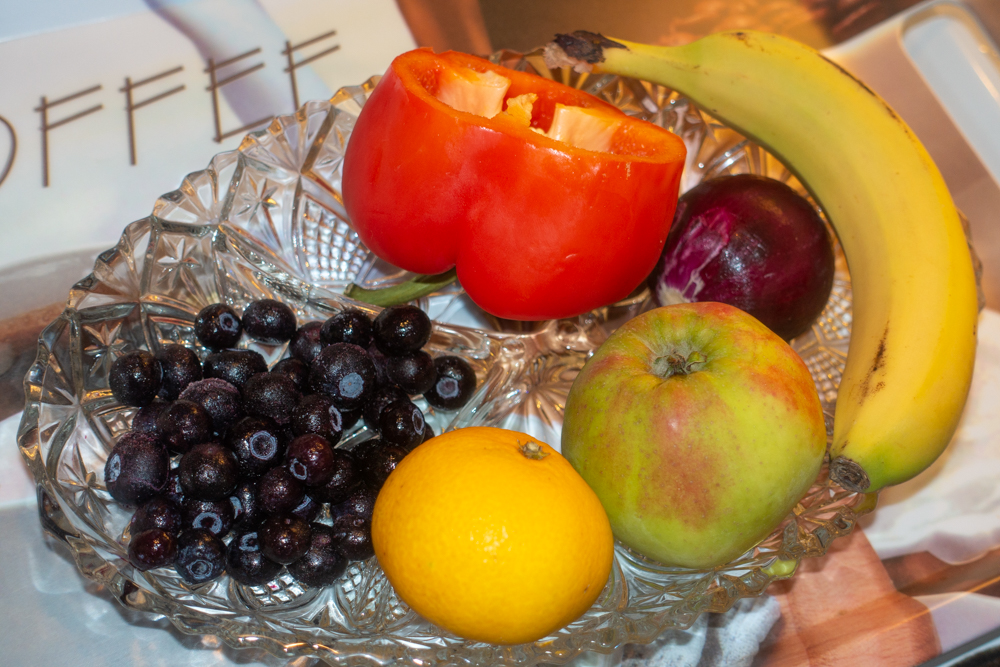
Polyfenoler i olika frukter och grönsaker.

Polyfenoler är en kemisk ämnesklass som återfinns i växter. Den kännetecknas av att molekylerna innehåller flera fenolgrupper (hydroxigrupper bundna till bensenringar). De delas ytterligare in i grupperna tanniner, fenylpropanoider och flavonoider. Polyfenoler anses vara antioxidanter och är det som ger bär, frukt och grönsaker sin färg, doft och smak.
| Fenolföreningar |                               |                       |          |                             |
| Kolskelett      | Klass                         | Exempel               | Struktur | Ursprung                    |
| C6              | Enkla fenoler                 | hydrokinon            |          | Mjölon                      |
| C6-C1           | Hydroxibensoesyror            | parahydroxibensoesyra |          | Kryddor, jordgubbar         |
| C6-C3           | Hydroxykanelsyror             | parakumarinsyra       |          | Tomater, vitlök             |
| C6-C3           | Kumariner                     | Umbelliferon          |          | Morötter, koriander         |
| C6-C4           | Naftokinoner                  | juglon                |          | Valnötter                   |
| C6-C-C2         | Stilbenoider                  | trans-resveratrol     |          | Druvor                      |
| C6- C3-C6       | Flavonoider i bred bemärkelse | kaempferol            |          | Jordgubbar                  |
| C6- C3-C6       | Isoflavonoider                | daidzein              |          | Sojabönor                   |
| C6- C3-C6       | Antocyaniner                  | dalfiniol             |          | Dalbergia sissoo , röda bär |
| (C6- C3) 2      | Lignaner                      | enterodiol            |          | Tarmbakterier, lin          |
| (C6-C3) n       | Ligniner                      |                       |          | Trä, stenfrukter            |
| (C6-C3-C6)n     | Kondenserade tanniner         | procyanidin           |          | Druvor, persimon            |